# Valerius Cordus
Valerius Cordus (Hesse, 18 de febrero de 1515 - Roma, 25 de septiembre de 1544) fue un farmacéutico, médico y botánico alemán. Nació en Hesse, cerca de Frakenberg. Era hijo del ardiente converso luterano Euricius Cordus (Heinrich Ritze, 1486-1535), M.D.

## Biografía
Valerius nace en Hesse o Erfurt. Comenzó sus estudios superiores en 1527, a la temprana edad de 12 años, estudiando botánica y farmacia bajo la tutela de su padre. En el mismo año también se matriculó en la Universidad de Marburgo, completando su maestría en 1531. Desde entonces y hasta 1539, amplió sus estudios trabajando en la tienda de su tío boticario Johannes Joachim Ralla, en Leipzig, e inscribiéndose en la Universidad de Leipzig. En 1539 se trasladó a la Universidad de Halle-Wittenberg, donde dio clases y estudió medicina. Sus conferencias fueron populares, y fueron publicados póstumamente en 1549 como Las anotaciones a Dioscórides.
De sus investigaciones, como se indica en sus conferencias, fueron el resultado de propias observaciones sistemáticas de muchas de las plantas descritas por Pedanius Dioscórides en el siglo I. La observación directa de especímenes vivos fue uno de los puntos fuertes de Cordus. En 1542 comenzó a viajar entre Alemania e Italia para sus investigaciones, y presentó su farmacopea Dispensatorium al "Consejo de Nuremberg"; y el Consejo le hizo entrega de 100 florínes de oro y publicó la obra como libro póstumo en 1546.
Fue autor de una de las mayores farmacopeas, y uno de los agrostólogos más célebres de la historia. También es ampliamente acreditado por haber iniciado un método para sintetizar éter (al que llamó: óleum dulci vitrioli «aceite de vitriolo dulce»), mediante la adición de ácido sulfúrico al alcohol etílico. Se ha sugerido que pudo haber aprendido tal método de portugueses exploradores que trajeron su conocimiento del Medio Oriente.
En 1544, Cordu con su amigo Hieronymus Schreiber y dos amigos franceses más, atravesaron Italia en pleno verano, donde fue herido por la coz de un caballo, que derivó en infección febril y malaria. Cuando llegaron a Roma Cordus murió, mientras que sus compañeros viajaron a Nápoles. Pudiendo evitar que su cuerpo fuera lanzado al Tíber por ser protestante, fue enterrado en la Iglesia alemana de Roma Santa Maria dell'Anima.

## Reconocimientos
- 1544, la Universidad de Wittenberg, le otorgó un título de Dr. médico, el mismo año de su gran obra de plantas en cinco volúmenes: Historia Plantarum, obra única con equilibrado análisis de interés no sólo para botánicos, sino a farmacéuticos y herbolarios

## Eponimia
- (Boraginaceae) Cordia L.[4] ex Plum.[5]